# Čarodějnické procesy na losinském panství

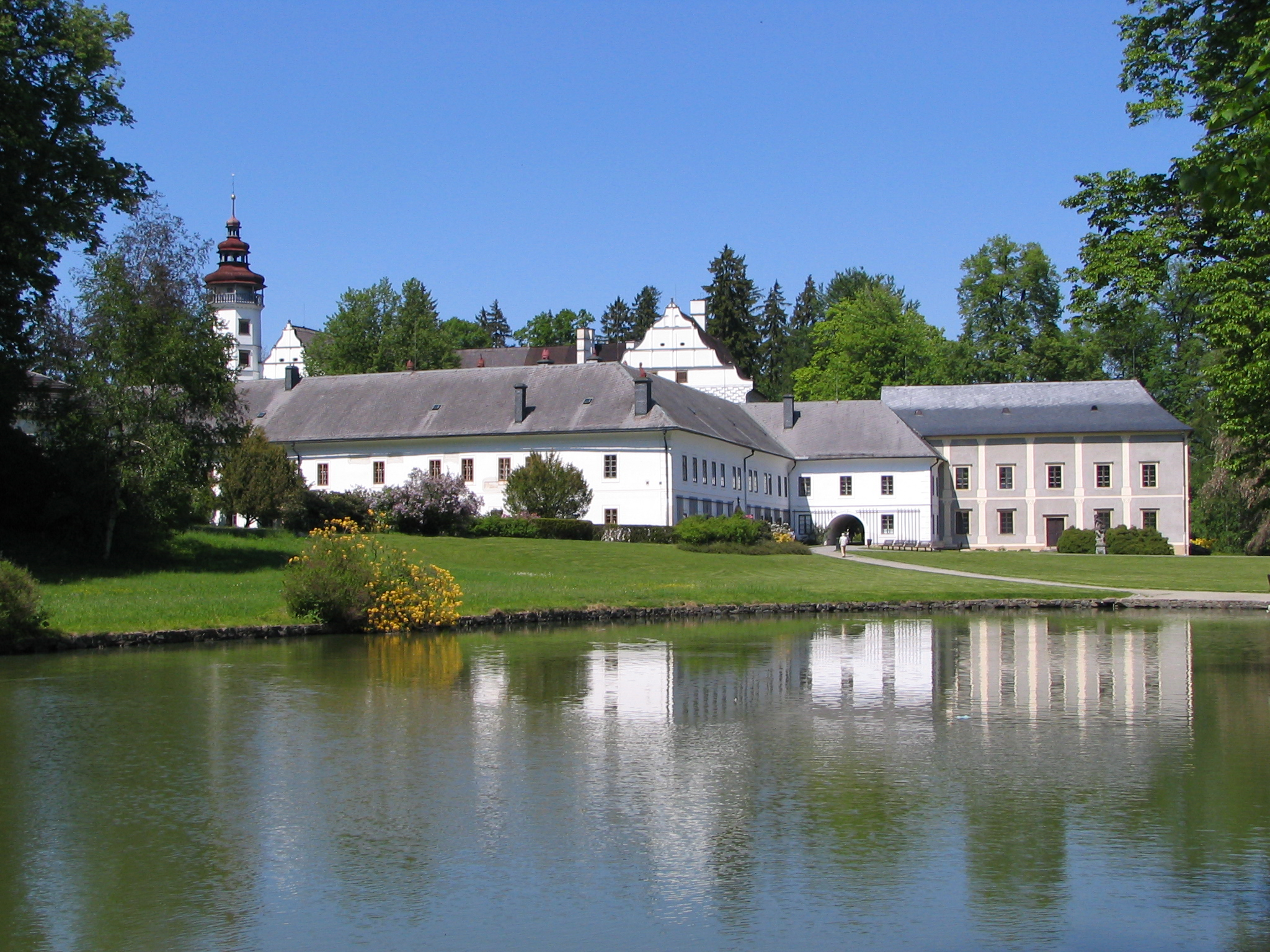
Zámek Velké Losiny – pohled ze zámeckého parku

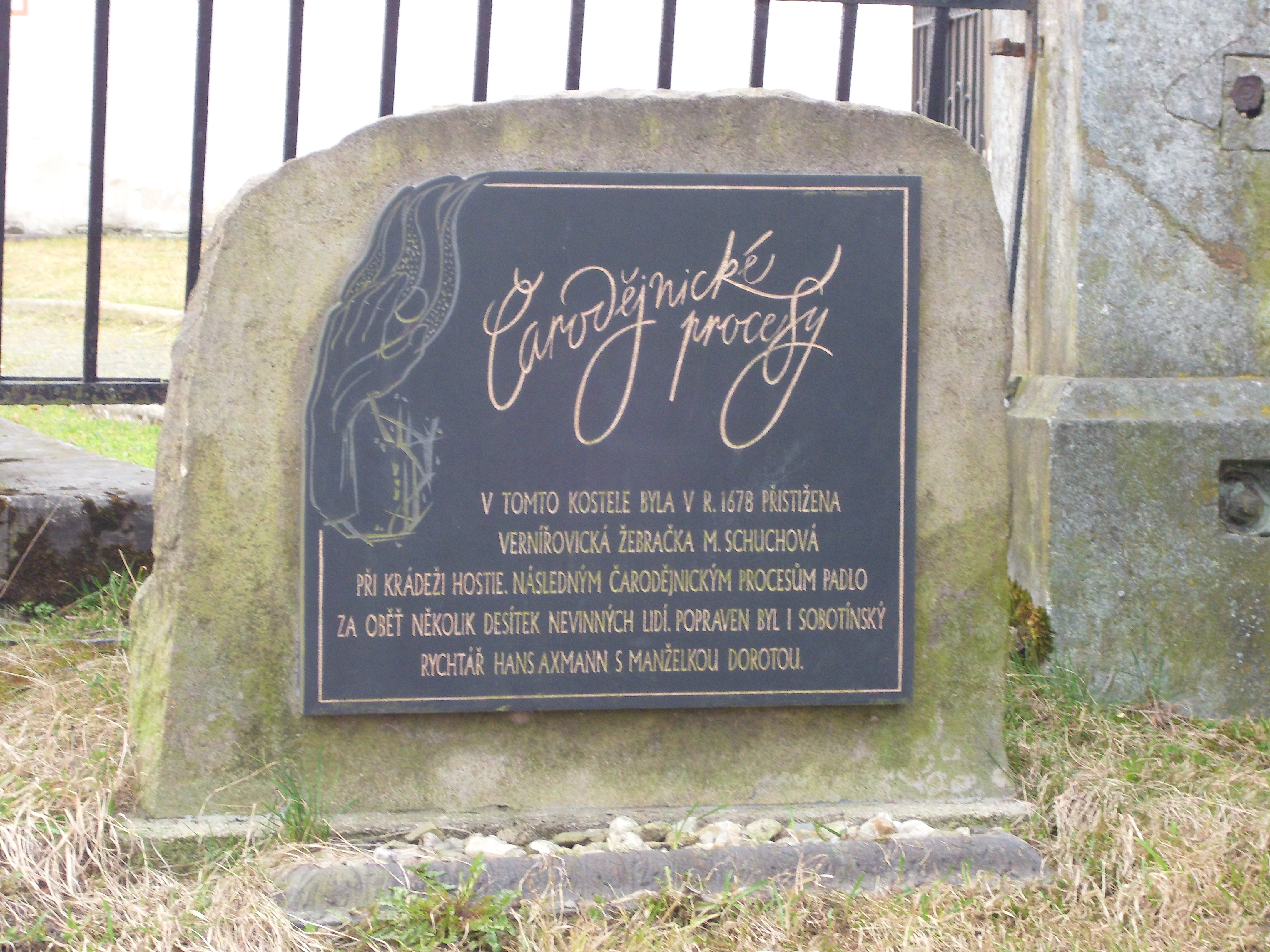
Pamětní deska před kostelem sv. Vavřince v Sobotíně na uctění obětí čarodějnických procesů

Čarodějnické procesy na panství Velké Losiny patřily společně s procesy na Šumpersku k posledním velkým procesům na území severozápadní Moravy. Procesy začaly na losinském panství, jehož správcem v té době byla hraběnka Angelie Annoa Sibyla z Galle, rozená ze Žerotína. Pozvala olomouckého advokáta Jindřicha Františka Bobliga z Edelstadtu, který na panství přijel na podzim roku 1678. Jeho jméno se stalo synonymem pro hrabivost a bezpříkladnou krutost, se kterou obviňoval a nechával upalovat nevinné. Během procesů v letech 1678−1696 nechal ve Velkých Losinách a Šumpersku popravit kolem sta osob obviněných z čarodějnictví. Na základě dochovaných soudních spisů je dokázáno, že oběti platily svůj pobyt ve vězení, dokonce práci kata a slámu i dříví na vlastní hranici.
Vykonstruovaná obvinění, masové pronásledování obyvatel a surovost vyšetřovacích metod patřily mezi základní znaky těchto procesů, které končily většinou upálením. Částečně bylo tato doba zachycena v historickém románu Václava Kaplického Kladivo na čarodějnice (1963). Jako předlohu použil román režisér Otakar Vávra a natočil historické drama se stejným názvem Kladivo na čarodějnice.
Od roku 2022 se losinskými a šumperskými procesy zabývá historik Jaroslav Čechura, který tématu věnoval knihy Kronika jednoho šílenství a Heinrich Franz Boblig, obě z roku 2024. Prezentuje v nich svůj kontroverzní názor, podle něhož na severní Moravě skutečně existovala čarodějnická sekta, jejíž členové se setkávali na Petrových kamenech, oddávali se sexuálním orgiím a páchali kriminální činnost včetně vražd. Většina historiků ovšem jeho názory na čarodějnické procesy nesdílí.

## Historie
V Českých zemích byly čarodějnické procesy počátkem 17. století ojedinělé, v předcházejících stoletích bývali odsouzeni většinou jednotlivci. Výjimku představovalo Niské knížectví. Zde docházelo k pronásledování čarodějnic během let 1639−1651. Ve Frývaldově bylo odsouzeno a upáleno pro čarodějnictví sto dva osob. Osmdesát pět obětí zůstalo po čarodějnických procesech ve Zlatých Horách. Ve slezské Nise byla postavena pec, ve které bylo například během roku 1651 upáleno čtyřicet dva žen. Mezi dalšími oběťmi byly také děti.
Tajné shromažďování protestantů bylo spojováno rovněž s čarodějnictvím. V lidech posilovala katolická církev pocit strachu kázáním o pekelných utrpeních a moci ďábla. Také vrchnost pronásledováním domnělých čarodějnic upevňovala svoji moc a tak u prostých lidí zvyšovala nejistotu a strach z budoucnosti. Postupné přibývání procesů vedlo k nárůstu obětí. Kronikář Friedrich Lucce označil území Slezska v polovině 17. století za „hnízdo čarodějnic“. Během inkvizičních procesů v protestantské Zelené Hoře mezi lety 1640–1665 zahynuly desítky osob. K pronásledování domnělých čarodějnic docházelo například v lehnickém, olešnickém nebo minsterberském knížectví. Během procesů na Krnovsku mezi lety 1653–1654 a 1662 bylo upáleno třiadvacet žen. Při mučení se přiznaly k účasti na sabatech i ke spojení s ďáblem.

## Počátek a průběh procesu
V letech 1678–1696 proběhly poslední velké procesy ve městech Šumperk a Velké Losiny. V době procesů byl vlastníkem šumperského panství Karel Eusebius z Lichtenštejna. Čarodějnické procesy zasáhly také okolní vesnice (Rapotín, Sobotín, Vikýřovice nebo Vernířovice). Soudní tribunály se konaly ve Velkých Losinách a Šumperku. V této době bylo losinské panství spravováno hraběnkou Angelou Annou Sibylou z Galle ze Žerotína.
První obětí se stala žebračka Marina Schuchová z Vernířovic. Na Květnou neděli (3. dubna 1678), na mši v Sobotíně při svatém přijímání nespolkla hostii, ale dala si ji do modlitební knížky. Myslela si, že ji nikdo neviděl, ale snad ministrant nebo kostelník oznámil tento čin faráři Matyáši Eusebiu Schmidtovi. Farář informoval o znesvěcení hostie hejtmana panství Adama Vinarského z Kříšova a záhy byla informována i hraběnka z Galle. Marina Schuchová byla zadržena a vyslýchána. Hostii chtěla pro Dorotu Groerovou, které málo dojila kráva. Na základě známé pověry jí chtěla pomoci krávu uzdravit. Když prý kráva sežere na kousku chleba hostii, tak se jí udělá lépe. Vrchnost dospěla záhy k přesvědčení, že nedošlo jen k ukradení hostie, ale Schuchová byla obviněna z provádění kouzel. Je třeba zde připomenout obecné povědomí o tom, že místní poddaní chodili na evangelické bohoslužby do sousedního niského knížectví, což se vrchnosti nelíbilo. Hraběnka se proto rozhodla prošetřit tuto záležitost inkviziční komisí. Jejím sestavením pověřila hejtmana Vinarského. Ten z Olomouce získal Jindřicha Františka Bobliga z Edelstadtu, který viděl ve změně místa možnost dalšího obohacení. Od září roku 1678 stanul v čele losinské inkviziční komise a posléze také předsedal místnímu tribunálu. 
První výslechy s obviněnými ženami se konaly 19. září 1678. Vedle Mariny Schuchové byla vyslýchána také Dorota Groerová a sousedka obviněné Dorota Davidová. V naivní víře, že nic zlého neprovedly, uvedly i další jména místních žen. Byla zatčena i mlynářka Marina Züllichová. Vyšetřovací spisy byly postoupeny pražskému apelačnímu soudu. Vůči obviněným ženám byla povolena v květnu 1679 tortura. Obviněné ženy byly svlečeny do naha a následně fyzicky mučeny. Běžné bylo nasazování španělských bot nebo palečnic. Při natahování na žebřík nebo pálení těla rozžhaveným železem se oběti soudcům přiznaly ke všem většinou smyšleným a fiktivním čarodějnickým činům, které jim byli mučiteli podsouvány. Začátkem června 1679 zemřela ve vězení Dorota Davidová, snad na následky krutého mučení. Byl vynesen rozsudek nad zbylými třemi ženami. Poprava, upálení za živa, byla vykonána 7. srpna 1679. 
Protože upálené ženy neodvolaly své výpovědi, proces mohl pokračovat. Začátkem října roku 1679 byly zatčeny další ženy, manželka zámeckého sklepmistra Zuzana Stubenvohlová, selka Anežka (Aneta) Koppová z Losin, Anna Fabelová z Klepáčova a další ženy, jejichž jména uvedly již upálené oběti. Na konci února 1680 byly odsouzeny k trestu smrti, po stětí mečem byly upáleny. Opět při mučení obvinily z čarodějnictví další ženy například lazebnici Dorotu Biedermanovou, Kateřinu Rabovskou, Barboru Gottlicherovou a Barboru Kränickelovou, které mučení také zlomilo a nejen, že se také přiznaly ke smyšleným činům, ale sdělovaly další osoby jako spoluviníky. Obviněná Stubenvohlová obvinila dvacet šest lidí ze žerotínského panství a patnáct ze Šumperska.
Mezi odpůrce čarodějnických procesů patřil losinský farář Tomáš František König. Napsal stížnost olomouckému biskupovi Karlovi II. z Lichtenštejna. Posléze ještě sepsal memorandum Popis postupu, jaký zachovávají páni inkvizitoři ,kde se postavil velmi kriticky k praktikám inkvizičního tribunálu. Jeho protivník Boblig, napsal biskupovi dopis, kde protestoval proti „vměšování nepoučených osob“. Výsledkem sporu bylo, že farář König již nemohl zpovídat losinské odsouzence a během roku 1682 byl přeložen na jinou faru.
Po hraběnce z Galle se majiteli panství stali její synovci bratři Žerotínové, kteří také požadovali ukončení čarodějnických procesů a poslali stížnost císaři Leopoldovi I. Císař jejich stížnosti vyhověl.
Ukázka textu stížnosti:
| „ | Čarodějnické procesy v letech 1679−1692 pohltily neuvěřitelné množství peněz, ježto tamní vrchnost připravily a dosud připravují o zdatné a schopné poddané. Nebude-li Bobligově zhoubné činnosti učiněna přítrž, hrozí vrchnosti nutně další pokles příjmů, který se dále nepříznivě promítne dokonce poklesem berní, a to nakonec k nemalé škodě státu. | “ |

## Procesy v Šumperku
Boblig se zaměřil na movité občany ze Šumperka. Manipulováním obětí losinských procesů získal jména bohatých šumperských měšťanů. Mezi prvními to byla Marie Sattlerová, manželka barvíře a konšela Kašpara Sattlera. Ve vězení strávila dva roky. Nakonec se přiznala ke všem vykonstruovaným činům. Obvinila také vlastního manžela i dceru. V prosinci 1682 byla po useknutí pravé ruky a stětí hlavy upálena. Poslední obětí inkvizičního tribunálu byl bývalý rychtář Jindřich Peschke, který zemřel ve vezení v roce 1696. Do roku 1696, kdy tribunál skončil svoji děsivou činnost, padlo za oběť dvaapadesát žen a mužů ze Šumperka a Frankštátu. Patřil k nim i šumperský děkan a farář Kryštof Alois Lautner.
Tribunál ve Velkých Losinách zasedal do roku 1695. Během jeho působení bylo upáleno třiapadesát domnělých čarodějnic. Bylo mezi nimi i deset mužů.